# Acoyapa
Acoyapa es un municipio del departamento de Chontales en la República de Nicaragua.

## Toponimia
Su nombre procede de la voz mexicana "Ahkoyahpan", que significa "Lugar desde lo alto", compuesto por el verbo "ahkoyaw" (ver desde lo alto) y el sufijo locativo "-pan" que indica ubicación.

## Geografía
El término municipal limita al norte con los municipios de San Pedro de Lóvago, Juigalpa y Santo Tomás, al sur con los municipios de Morrito y El Almendro, al este con los municipios de El Coral y Villa Sandino y al oeste con el Lago Cocibolca. La cabecera municipal está ubicada a 170 kilómetros de la capital de Managua.
El territorio se considera en su totalidad irregular y quebrado, con cordilleras en la parte central y este del municipio. Además cabe señalar que existe en la parte occidental un sector llano. Entre las formaciones naturales que encierra el municipio, se encuentran las cuevas de Santa Marta, en la comarca del mismo nombre y las cuevas de las ventanas en el cerro del mismo nombre cuya altura y diámetro permiten al turista penetrar a ellas a caballo sin menor peligro. Las alturas montañosas principales de la región municipal son: Las Pavas y Las Mangas. Los llanos o sabanas, ricas en pastos naturales que encierra el área municipal son: La Guayaba, El Aceitunal, Guanacastal, San Agustín y Santa Rosa. Los principales ríos que cruzan el municipio mantienen su caudal durante todo el año y son: Río Acoyapa, Ojocuapa, Río de Agua, El Cacao y Río Oyate.

## Historia
No existen documentos históricos sobre la fundación de la actual ciudad, posiblemente en la primera mitad del siglo XVII. Se cree que fue fundada por los antiguos moradores españoles de la desaparecida ciudad de Nueva Jaén, que atacados por una invasión pirata abandonaron su población y se establecieron en las inmediaciones del valle o caserío indio de "Acoyapán" haciendo huir a estos indios a las montañas.
Cuando se formó el departamento de Chontales en 1858, Acoyapa fue designada como su primera capital. El 11 de febrero de 1862 se elevó a la categoría de ciudad con el nombre de "San Sebastián", sin embargo ha prevalecido en el ambiente popular el nombre aborigen. En 1865 la capital se trasladó a Juigalpa, pero en 1866 volvió a ser Acoyapa, para volver a Juigalpa en 1877 para siempre.

## Demografía
Acoyapa tiene una población actual de 20,465 habitantes. De la población total, el 49.6% son hombres y el 50.4% son mujeres. Casi el 51% de la población vive en la zona urbana.

## Naturaleza y clima
El municipio tiene un clima tropical de sabana en la parte sur y al este con un clima tropical húmedo. Los meses más frescos de este municipio van desde noviembre hasta marzo y los meses más calurosos van de abril a octubre.

## Localidades
Existen un total de 9 comarcas rurales, además del centro urbano que cuenta con 7 zonas conformado por 26 barrios.

## Economía
Las actividades económicas predominantes en el municipio son la ganadería y la agricultura, la primera la de mayor importancia, mientras que la agricultura ha sido una actividad de carácter secundario destinada fundamentalmente al consumo interno. La comercialización del queso y productos lácteos se realiza principalmente en la ciudad de Managua, la venta de ganado es otra actividad importante para el municipio. La explotación de madera ha sido muy importante en la economía de este municipio; pero actualmente no se consigue madera para construcción ya que el aprovechamiento de los bosques se ha hecho de forma irracional y la ley forestal en este lugar no tiene presencia.

## Cultura
Acoyapa tiene una hermosa iglesia colonial, la Iglesia Colonial de San Sebastián. La iglesia tiene hermosas pinturas importadas de España y dos capillas barrocas en honor a Nuestra Señora del Carmen y Nuestra Señora del Rosario.
Celebra sus fiestas patronales en honor a su patrono San Sebastián el 19 y 20 de enero. Las actividades para celebrar estas fiestas, consisten tanto en actos religiosos como en corridas de toros durante cuatro o seis días y fiestas populares.

## Transporte
El municipio está ubicado a lo largo de la carretera nacional de Managua y Juigalpa a San Carlos en la desembocadura del lago Cocibolca en Río San Juan.